# Concepción del Oro
Concepción del Oro is een mijnbouwstad in de Mexicaanse deelstaat Zacatecas. Concepción del Oro is de hoofdplaats van de gemeente Concepción del Oro en heeft 6.653 inwoners (census 2005).